# August Brauer
August Bernhard Brauer, född 3 april 1863 i Oldenburg, död 10 september 1917 i Berlin, var en tysk zoolog.
Brauer blev föreståndare för zoologiska museet i Berlin 1906, hedersprofessor 1909 och ordinarie professor vid Berlins universitet 1914. Han utgav en rad arbeten på det embryologiska, djurgeografiska och systematisk-genealogiska området, såsom hans undersökningar rörande maskgroddjur. Beiträge zur Kenntnis der Entwicklungsgeschichte und Anatomie der Gymnophionen och flera meddelanden om djuphavsfiskar (Die Tiefseefische, 1908, i redogörelsen för tyska djuphavsexpeditionen med "Valdivia"); likaledes lämnade han i en följd av artiklar (1912–16) bidrag till förståelsen av hyraxar, den mest primitiva gruppen bland nu levande hovdjur. Han var också grundläggare och redaktör av samlingsverket "Die Süsswasserfauna Deutschlands".